# Черногория на летних Олимпийских играх 2016
Черногория на летних Олимпийских играх 2016 года будет представлена как минимум в шести видах спорта.

## Состав сборной
Водное поло
1. Дарко Бргульян
2. Драшко Бргульян
3. Александар Ивович
4. Предраг Йокич
5. Филип Кликовац
6. Саша Мишич
7. Вьекослав Паскович
8. Антонио Петрович
9. Здравко Радич
10. Александар Радович
11. Урош Чучкович
12. Милош Шчепанович
13. Младжан Янович

 Гандбол
1. Соня Барьяктарович
2. Анджела Булатович
3. Катарина Булатович
4. Мария Йованович
5. Андреа Кликовац
6. Сузана Лазович
7. Майда Мехмедович
8. Биляна Павичевич
9. Радмила Петрович
10. Бояна Попович
11. Йованка Радичевич
12. Милена Раичевич
13. Марина Райчич
14. Эма Рамусович
15. Джурджина Яукович

 Дзюдо
1. Срджан Мрвалевич

 Лёгкая атлетика
1. Даниель Фуртула
2. Сладжана Перунович

 Парусный спорт
1. Миливой Дукич

 Плавание
1. Максим Инич
2. Йована Терзич

 Теннис
1. Данка Ковинич

## Результаты соревнований

### Водные виды спорта

#### Водное поло

##### Мужчины
Мужская сборная Черногории по водному поло квалифицировалась на Игры, пробившись в финал чемпионате Европы 2016 года.
Состав
Результаты
Групповой этап (Группа B)
| Место | Команда    | И | В | Н | П | ГЗ | ГП | +/- | Очки |
| ----- | ---------- | - | - | - | - | -- | -- | --- | ---- |
| 1     | Испания    | 5 | 3 | 1 | 1 | 46 | 35 | +11 | 7    |
| 2     | Хорватия   | 5 | 3 | 0 | 2 | 37 | 37 | 0   | 6    |
| 3     | Италия     | 5 | 3 | 0 | 2 | 40 | 41 | -1  | 6    |
| 4     | Черногория | 5 | 2 | 1 | 2 | 36 | 32 | +4  | 5    |
| 5     | США        | 5 | 1 | 0 | 4 | 35 | 35 | 0   | 4    |
| 6     | Франция    | 5 | 0 | 0 | 5 | 28 | 42 | -14 | 2    |

| 6 августа 2016 19:30 UTC-3 | Протокол | Франция                                                 | 4:7  | Черногория             | Водный центр имени Марии Ленк Судьи: Марк Коганов Петер Мольнар |
| 6 августа 2016 19:30 UTC-3 | Протокол | Счёт по четвертям: 0:2, 0:3, 1:0, 3:2                   |      |                        | Водный центр имени Марии Ленк Судьи: Марк Коганов Петер Мольнар |
| 6 августа 2016 19:30 UTC-3 | Протокол | Энцо Хас, Юго Круссиля, Мехди Марзуки, Матьё Пессон — 1 | Голы | 3 — Александар Радович | Водный центр имени Марии Ленк Судьи: Марк Коганов Петер Мольнар |

| 8 августа 2016 20:50 UTC-3 | Протокол | Хорватия                                  | 8:7  | Черногория                         | Водный центр имени Марии Ленк Судьи: Георгиос Ставридис Дэниел Флэив |
| 8 августа 2016 20:50 UTC-3 | Протокол | Счёт по четвертям: 2:2, 2:1, 1:2, 3:2     |      |                                    | Водный центр имени Марии Ленк Судьи: Георгиос Ставридис Дэниел Флэив |
| 8 августа 2016 20:50 UTC-3 | Протокол | Лука Лончар, Лука Букич, Сандро Сукно — 2 | Голы | 2 — Дарко Бргульян, Младжан Янович | Водный центр имени Марии Ленк Судьи: Георгиос Ставридис Дэниел Флэив |

| 10 августа 2016 13:00 UTC-3 | Протокол | Черногория                            | 5:6  | Италия                   | Водный центр имени Марии Ленк Судьи: Петер Мольнар Георгиос Ставридис |
| 10 августа 2016 13:00 UTC-3 | Протокол | Счёт по четвертям: 1:2, 1:1, 0:1, 3:2 |      |                          | Водный центр имени Марии Ленк Судьи: Петер Мольнар Георгиос Ставридис |
| 10 августа 2016 13:00 UTC-3 | Протокол | Дарко Бргульян — 2                    | Голы | 3 — Франческо ди Фульвио | Водный центр имени Марии Ленк Судьи: Петер Мольнар Георгиос Ставридис |

| 12 августа 2016 | Черногория | ' | ' | Водный центр имени Марии Ленк |

| 14 августа 2016 | Черногория | ' | ' | Водный центр имени Марии Ленк |

Итог:

#### Плавание
В следующий раунд на каждой дистанции проходят спортсмены, показавшие лучший результат, независимо от места, занятого в своём заплыве.
Мужчины
| Дистанция                | Спортсмены  | Предварительный раунд | Предварительный раунд | Предварительный раунд | Полуфинал | Полуфинал | Полуфинал | Финал     | Финал |
| Дистанция                | Спортсмены  | Заплыв                | Результат             | Место                 | Заплыв    | Результат | Место     | Результат | Место |
| ------------------------ | ----------- | --------------------- | --------------------- | --------------------- | --------- | --------- | --------- | --------- | ----- |
| 50 метров вольным стилем | Максим Инич |                       |                       |                       |           |           |           |           |       |

Женщины
| Дистанция                 | Спортсмены    | Предварительный раунд | Предварительный раунд | Предварительный раунд | Полуфинал             | Полуфинал             | Полуфинал             | Финал                 | Финал                 |
| Дистанция                 | Спортсмены    | Заплыв                | Результат             | Место                 | Заплыв                | Результат             | Место                 | Результат             | Место                 |
| ------------------------- | ------------- | --------------------- | --------------------- | --------------------- | --------------------- | --------------------- | --------------------- | --------------------- | --------------------- |
| 100 метров вольным стилем | Йована Терзич | 1                     | 59,59                 | 42                    | завершила выступление | завершила выступление | завершила выступление | завершила выступление | завершила выступление |

### Гандбол

#### Женщины
Женская сборная Черногории квалифицировалась на Игры, заняв второе место в квалификационном турнире, который прошёл с 18 по 20 марта 2016 года в Ольборге.
Состав
| Номер         | Имя     | Дата рождения | Рост, см | Вес, кг | Клуб    | Игры    | Голы    |
| Вратари       | Вратари | Вратари       | Вратари  | Вратари | Вратари | Вратари | Вратари |
| ------------- | ------- | ------------- | -------- | ------- | ------- | ------- | ------- |
|               |         |               |          |         |         |         |         |
| Крайние       |         |               |          |         |         |         |         |
|               |         |               |          |         |         |         |         |
| Разыгрывающие |         |               |          |         |         |         |         |
|               |         |               |          |         |         |         |         |
| Полусредние   |         |               |          |         |         |         |         |
|               |         |               |          |         |         |         |         |
| Линейные      |         |               |          |         |         |         |         |
|               |         |               |          |         |         |         |         |

| Имя          | Гражданство | Дата рождения   |
| ------------ | ----------- | --------------- |
| Драган Аджич | Черногория  | 13 декабря 1969 |

Результаты
Групповой этап (Группа A)
| Место | Команда    | И | В | Н | П | ГЗ  | ГП  | +/- | Очки |
| ----- | ---------- | - | - | - | - | --- | --- | --- | ---- |
| 1     | Бразилия   | 5 | 4 | 0 | 1 | 138 | 117 | +21 | 8    |
| 2     | Норвегия   | 5 | 4 | 0 | 1 | 141 | 121 | +20 | 8    |
| 3     | Испания    | 5 | 3 | 0 | 2 | 125 | 116 | +9  | 6    |
| 4     | Ангола     | 5 | 2 | 0 | 3 | 116 | 128 | -12 | 4    |
| 5     | Румыния    | 5 | 2 | 0 | 3 | 108 | 119 | -11 | 4    |
| 6     | Черногория | 5 | 0 | 0 | 5 | 107 | 134 | -27 | 0    |

| 6 августа 2016 16:40 UTC-3 | Черногория             | 19:25             | Испания                                                              | Арена ду Футуру, Рио-де-Жанейро Зрителей: 8115 Судьи: Ш. Бонавентура, Ж. Бонавентура (FRA) |
| 6 августа 2016 16:40 UTC-3 | Катарина Булатович — 5 | (10:14)           | 4 — Нели Альберто, Элисабет Пинедо, Нерея Пена, Александрина Кабраль | Арена ду Футуру, Рио-де-Жанейро Зрителей: 8115 Судьи: Ш. Бонавентура, Ж. Бонавентура (FRA) |
| 6 августа 2016 16:40 UTC-3 | 4× 2×                  | Статистика, Отчёт | 1× 3×                                                                | Арена ду Футуру, Рио-де-Жанейро Зрителей: 8115 Судьи: Ш. Бонавентура, Ж. Бонавентура (FRA) |

| 8 августа 2016 21:50 UTC-3 | Ангола            | 27:25             | Черногория             | Арена ду Футуру, Рио-де-Жанейро Зрителей: 5975 Судьи: Алпаидзе, Берёзкина (RUS) |
| 8 августа 2016 21:50 UTC-3 | Изабель Гиало — 7 | (12:12)           | 9 — Катарина Булатович | Арена ду Футуру, Рио-де-Жанейро Зрителей: 5975 Судьи: Алпаидзе, Берёзкина (RUS) |
| 8 августа 2016 21:50 UTC-3 | 8× 2× 1×          | Статистика, Отчёт | 4× 2×                  | Арена ду Футуру, Рио-де-Жанейро Зрителей: 5975 Судьи: Алпаидзе, Берёзкина (RUS) |

| 10 августа 2016 11:30 UTC-3 | Румыния            | 25:21             | Черногория             | Арена ду Футуру, Рио-де-Жанейро Зрителей: 5218 Судьи: Рашед, Эль-Саед (EGY) |
| 10 августа 2016 11:30 UTC-3 | Кристина Нягу — 10 | (11:9)            | 9 — Катарина Булатович | Арена ду Футуру, Рио-де-Жанейро Зрителей: 5218 Судьи: Рашед, Эль-Саед (EGY) |
| 10 августа 2016 11:30 UTC-3 | 4× 3×              | Статистика, Отчёт | 4×                     | Арена ду Футуру, Рио-де-Жанейро Зрителей: 5218 Судьи: Рашед, Эль-Саед (EGY) |

| 12 августа 2016 16:40 UTC-3 | Черногория | − : − | Норвегия | Арена ду Футуру, Рио-де-Жанейро |
| 12 августа 2016 16:40 UTC-3 |            |       |          | Арена ду Футуру, Рио-де-Жанейро |
| 12 августа 2016 16:40 UTC-3 |            |       |          | Арена ду Футуру, Рио-де-Жанейро |

| 14 августа 2016 09:30 UTC-3 | Черногория | − : − | Бразилия | Арена ду Футуру, Рио-де-Жанейро |
| 14 августа 2016 09:30 UTC-3 |            |       |          | Арена ду Футуру, Рио-де-Жанейро |
| 14 августа 2016 09:30 UTC-3 |            |       |          | Арена ду Футуру, Рио-де-Жанейро |

### Дзюдо
Соревнования по дзюдо проводились по системе с выбыванием. В утешительные раунды попадали спортсмены, проигравшие полуфиналистам турнира. Два спортсмена, одержавших победу в утешительном раунде, в поединке за бронзу сражались с дзюдоистами, проигравшими в полуфинале.
Мужчины
| Категория | Спортсмены       | 1/32 финала        | 1/16 финала              | 1/8 финала           | Четвертьфинал        | Полуфинал            | Финал                | Место |
| Категория | Спортсмены       | Соперник Результат | Соперник Результат       | Соперник Результат   | Соперник Результат   | Соперник Результат   | Соперник Результат   | Место |
| --------- | ---------------- | ------------------ | ------------------------ | -------------------- | -------------------- | -------------------- | -------------------- | ----- |
| до 81 кг  | Срджан Мрвалевич | не участвовал      | MDAВ. Думиникэ П 000:002 | завершил выступление | завершил выступление | завершил выступление | завершил выступление | 17    |

### Лёгкая атлетика
Мужчины
Технические дисциплины
| Дисциплина    | Спортсмен       | Квалификация | Квалификация | Финал     | Финал |
| Дисциплина    | Спортсмен       | Результат    | Место        | Результат | Место |
| ------------- | --------------- | ------------ | ------------ | --------- | ----- |
| метание диска | Даниель Фуртула |              |              |           |       |

Женщины
Шоссейные дисциплины
| Дисциплина | Спортсмен          | Время | Место | Отставание |
| ---------- | ------------------ | ----- | ----- | ---------- |
| марафон    | Сладжана Перунович |       |       |            |

### Парусный спорт
Соревнования по парусному спорту в каждом из классов состояли из 10 или 12 гонок. Каждую гонку спортсмены начинали с общего старта. Победителем становился экипаж, первым пересекший финишную черту. Количество очков, идущих в общий зачёт, соответствовало занятому командой месту. 10 лучших экипажей по результатам предварительных заплывов попадали в медальную гонку, результаты которой также шли в общий зачёт. В медальной гонке, очки, полученные экипажем удваивались. В случае если участник соревнований не смог завершить гонку ему начислялось количество очков, равное количеству участников плюс один. При итоговом подсчёте очков не учитывался худший результат, показанный экипажем в одной из гонок. Сборная, набравшая наименьшее количество очков, становится олимпийским чемпионом.
Мужчины
| Класс | Спортсмены    | Гонка | Гонка | Гонка | Гонка | Гонка | Гонка | Гонка | Гонка | Гонка | Гонка | Гонка         | Гонка         | Гонка         | Очки | Место |
| Класс | Спортсмены    | 1     | 2     | 3     | 4     | 5     | 6     | 7     | 8     | 9     | 10    | 11            | 12            | M             | Очки | Место |
| ----- | ------------- | ----- | ----- | ----- | ----- | ----- | ----- | ----- | ----- | ----- | ----- | ------------- | ------------- | ------------- | ---- | ----- |
| Лазер | Миливой Дукич | 12    | 26    | 35    | 24    | 33    | 19    | 32    | 24    | 33    | 29    | не проводится | не проводится | не участвовал | 232  | 29    |

### Теннис
Соревнования пройдут на кортах олимпийского теннисного центра. Теннисные матчи будут проходить на кортах с твёрдым покрытием DecoTurf, на которых также проходит и Открытый чемпионат США.
Женщины
| Соревнование     | Спортсмены    | 1/32 финала              | 1/16 финала           | 1/8 финала            | Четвертьфинал         | Полуфинал             | Финал                 | Место                 |
| Соревнование     | Спортсмены    | Соперник Результат       | Соперник Результат    | Соперник Результат    | Соперник Результат    | Соперник Результат    | Соперник Результат    | Место                 |
| ---------------- | ------------- | ------------------------ | --------------------- | --------------------- | --------------------- | --------------------- | --------------------- | --------------------- |
| одиночный разряд | Данка Ковинич | USAМ. Киз (7) П 3:6, 3:6 | Завершила выступление | Завершила выступление | Завершила выступление | Завершила выступление | Завершила выступление | Завершила выступление |